# 조지 체즈브로

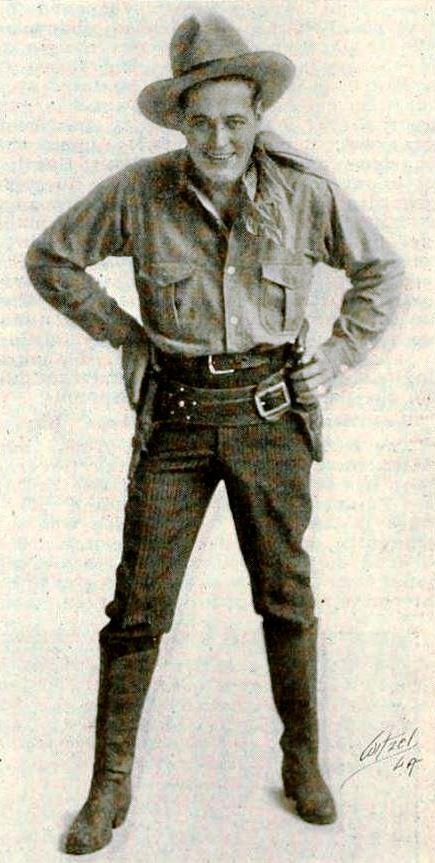

조지 체즈브로(George Chesebro, 1888년 7월 29일 ~ 1959년 5월 28일)는 미국의 배우이다.
미니애폴리스에서 태어났으며 로스앤젤레스에서 사망하였다.

## 영화
- 고스트 오브 조로 (1959년)
- 고스트 오브 조로 (1949년)
- 론 레인저 - 49년 시리즈 (1949년)
- 블랙 위도우 (1947년)
- 조로의 아들 (1947년)
- 퍼플 몬스터 스트라이크 (1945년)
- 팬텀 (1943년)
- 배트맨 (1943년)
- 스파이더 리턴즈 (1941년)
- 버지니아 시티 (1940년)
- 멜로디 랜치 (1940년)
- 닷지 시티 (1939년)
- 쇼 보트 (1929년)
- 울프 블러드 (1925년)